# Henri II de Rohan
Henri II de Rohan, duc de Rohan (en 1603), né à Blain le 21 août 1579 et mort le 13 avril 1638, est un membre de la maison de Rohan, alors l'une des plus puissantes familles de la noblesse bretonne convertie au protestantisme. Il fut le chef de guerre des rébellions huguenotes contre le pouvoir royal catholique.

## Origine
Henri de Rohan appartient à la haute noblesse de la Bretagne et du Poitou. Il est le fils de René II de Rohan, vicomte de Rohan et de Léon, et de l'humaniste Catherine de Parthenay, héritière de la puissante famille protestante du Poitou de Parthenay. Petit-fils de René Ier de Rohan et d'Isabelle d'Albret, elle-même fille du roi de Navarre, il est donc par son père cousin issu de germain du futur roi Henri IV dont il est l'héritier en second pour le trône de Navarre jusqu'en 1601. À partir de cette date il reste toutefois premier prince du sang de Navarre.
Élevé dans la religion réformée par sa grand-mère Isabelle d'Albret et par son père René II de Rohan, instruit dans les humanités par sa mère, il aime l'histoire, la géographie et les mathématiques (Fillon assure que Viète fut son professeur) mais ne prise que peu le latin et le grec. N'ayant que 16 ans, il fait son apparition à la cour de Henri IV qui vient de conquérir le trône. Tout jeune, il participe à la reprise d'Amiens aux Espagnols en 1597.

## Le voyage
Il quitte  Paris le 8 mai 1600 et passe vingt mois à voyager dans les Etats allemands, en Angleterre et en Italie. Il charme la reine Élisabeth Ire d'Angleterre et le roi d'Écosse, Jacques VI, lui demande d'être le parrain de son fils, celui qui deviendra Charles Ier d'Angleterre. Henri de Rohan écrit à son retour la relation de ces voyages. Elle fut publiée après sa mort, en 1646, chez Elzevier.

## HenriIV
Au retour d'Henri de Rohan en France, Henri IV érige en 1603 la vicomté de Rohan en duché-pairie et lui fait épouser en 1604 Marguerite de Béthune, fille du futur duc de Sully. Il devient alors Henri Ier en tant que premier duc. Sa mère dit alors : « Roi ne puis, duc ne daigne, Rohan suis », qui passe, à tort, pour la devise de la famille. Mais il accepte cependant avec plaisir de l'autorité royale le titre de prince de Léon, puis celui de duc et pair de France. Le roi le nomme ensuite colonel des Suisses et Grisons.
L'amitié du roi le promet à une brillante carrière qui débute par le succès des armes. Il participe à la campagne contre le duc de Bouillon, Henri de La Tour d'Auvergne, puis avec Maurice de Nassau, fils de Guillaume le Taciturne, aux campagnes de Flandres contre les armées espagnoles. Lors de l'assassinat du roi en 1610, il est avec ses Suisses au siège de Juliers (Jülich) pour participer à la guerre de succession entre les Allemands et les Français.

## Le protestantisme

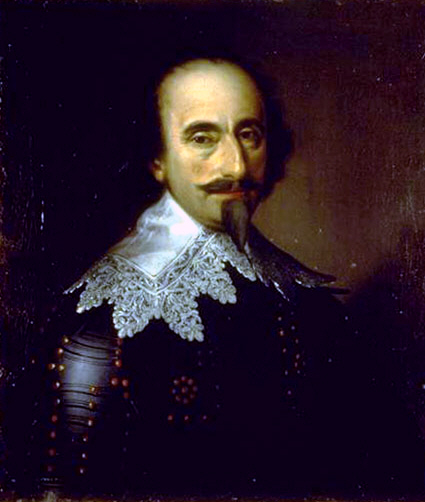
Henri II de Rohan.

En 1603, lors de l'érection de la vicomté de Rohan en duché-pairie par le roi Henri IV, Henri II de Rohan transfère le siège de son pouvoir au château de Pontivy.
L'assassinat de Henri IV va faire basculer le destin de Henri de Rohan. Il devient plus ou moins malgré lui le chef de la résistance protestante. Écarté de la cour par la régente, Marie de Médicis, il devient peu à peu l'un des chefs du parti protestant qui est contraint de se regrouper. Il conseille la reine pour combattre la révolte de Henri II de Bourbon-Condé, prince de Condé, lequel veut empêcher le mariage de Louis XIII avec Anne d'Autriche.
Mais alors qu'Henri II de Rohan apparaît comme le chef de la Réforme en France, le cardinal de Richelieu fait démanteler en 1629 le château de Josselin, bâti en forteresse par Olivier de Clisson (il était alors composé de huit tours et d'un donjon). En fait, il fallut plusieurs semaines à ses troupes pour détruire à coups de canon le donjon et trois tours. Il avait alors annoncé la nouvelle au duc Henri II, chef des insurgés protestants par une allusion ironique : « Monseigneur, je viens de jeter une bonne boule dans votre jeu de quilles ! ».
Face aux intrigues de la régence de Marie de Médicis, beaucoup plus favorable que son époux au « parti dévot », puis surtout face à la volonté de Louis XIII poussé par Richelieu, d'abattre le parti protestant, Rohan sera en permanence déchiré entre la fidélité à la cause protestante et le service du roi. Par le dépit que lui cause l'attitude de la régente, il prend brusquement le parti d'aider Condé qui veut empêcher le duc Henri de Guise de ramener la princesse espagnole à Bordeaux. Trahi par de nombreuses défections, il ne prend que quelques villes de Gascogne. Voyant que Condé se réconcilie avec Marie de Médicis, il finit par faire de même.

## Les rébellions huguenotes

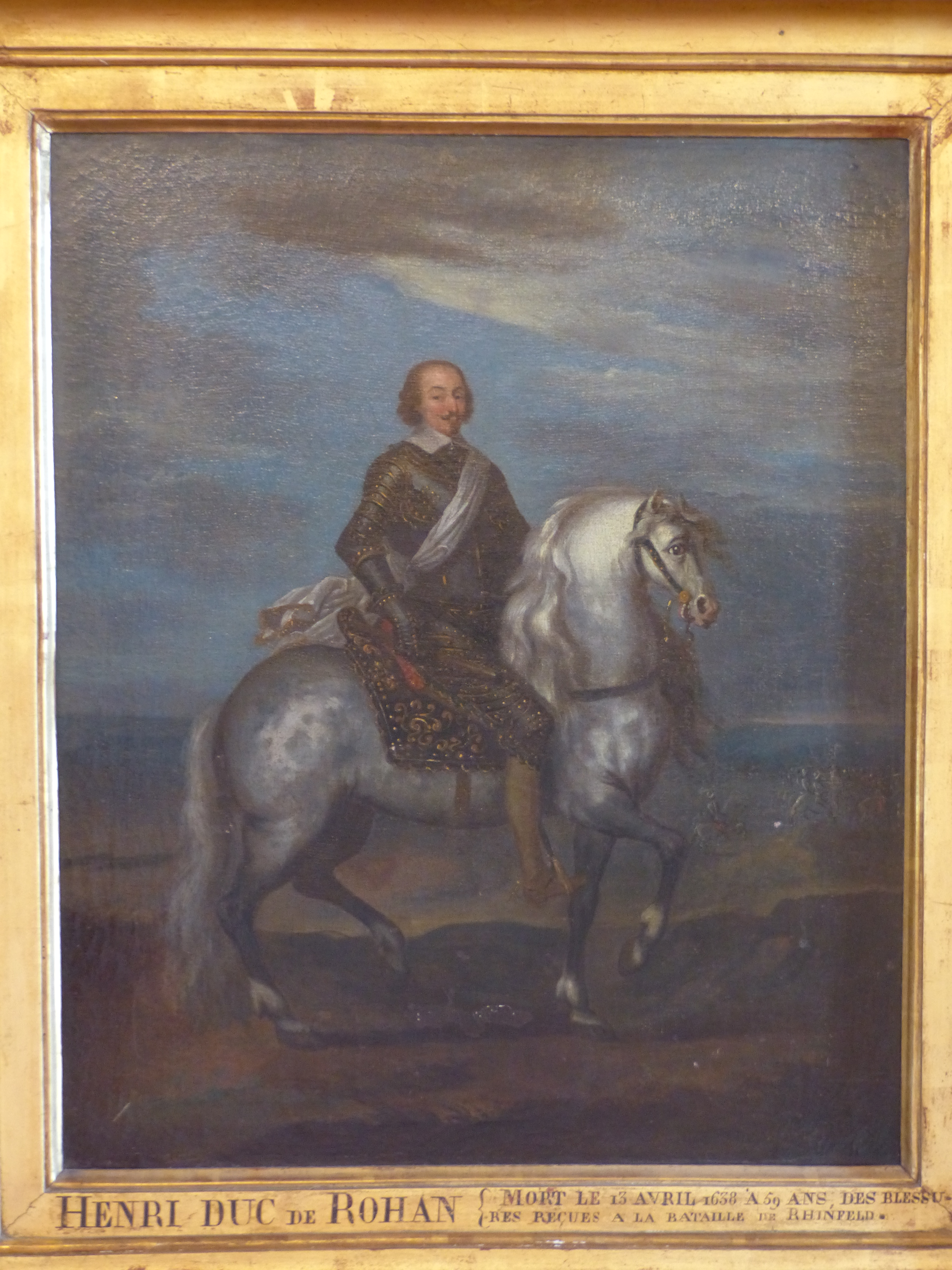
Portrait équestre d'Henri II de Rohan dans le Grand salon du château de Josselin.

En 1617, le libre exercice du culte catholique est rendu à tout le Béarn passé à la Réforme sous Jeanne d'Albret. Cette décision déclenche un mouvement de résistance au nom de la « cause réformée », et en juin 1620, Louis XIII, lassé par les atermoiements du parlement, décide de marcher sur le Béarn afin d'imposer l'exécution de son édit de 1617. L'émotion des Réformés est immense. En 1620, débute la première des trois rébellions huguenotes. Il reprend la lutte aux côtés de ses coreligionnaires dans tout le Sud-Ouest défendant Montauban contre Louis XIII en 1621 et l'empêchant d'assiéger Montpellier, ce que le roi ne lui pardonnera jamais complètement. Il signe le traité de Montpellier qui renouvelle l'édit de Nantes.
Dans les provinces de Saintonge, de Guyenne et de Languedoc, des soulèvements s'organisent, et de 1621 à 1625 de véritables opérations militaires ont lieu autour de La Rochelle, Saint-Jean-d'Angély, Montauban et Montpellier. Rohan est le chef de tous les insurgés. Malgré des victoires précaires et l'énergie de leur chef pour soutenir les derniers bastions, « les guerres de M. de Rohan » sont un échec. Il est battu par le roi à Privas en 1629. En 1625 Henri de Rohan laisse sa femme à Castres qui est assiégée par les troupes royale de Pons de Lauzières-Thémines. Sa femme décide de confier la défense de la cité à Jacques de Rozet.
Pendant ce temps, la pression sur La Rochelle, où Richelieu est décidé à en finir, s'accroît de mois en mois. Soutenu par son frère Benjamin de Rohan seigneur de Soubise, acharné plus encore que lui-même à contrer les visées du Cardinal, Henri de Rohan essaie de rallier les Anglais à la cause réformée, mais leur intervention, conduite par George Villiers, duc de Buckingham, est un échec. Et après un siège héroïque de plus de 14 mois, où la mère et la sœur de Henri de Rohan vont partager les souffrances des insurgés, la ville tombe aux mains des troupes royales en octobre 1628. Le 27 août 1628, le duc de Rohan, Henri II de Rohan, donne l'ordre à Fulcran II d'Assas de raser totalement le château, les maisons du village de Vissec et les deux moulins de la Foux. En 1629, la Paix d'Alès met un terme aux rébellions huguenotes.

## Exil et écrits

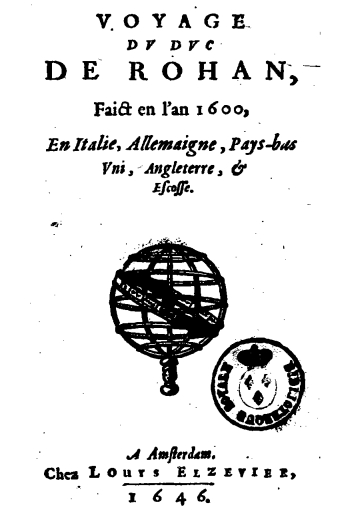
Le Voyage du duc de Rohan.
Première édition imprimée à Amsterdam par Louis Elzevier en 1646.

Après le siège de la Rochelle, la mesure étant comble, sa tête est mise à prix, et Richelieu ordonne le démantèlement de son château de Blain et sa confiscation au profit de Condé. Cette confiscation ne dure que quelques semaines, et encore Condé a-t-il bien de la peine à prendre possession de son domaine, l'intendant d'Onglepied ne voulant pas consentir à livrer les clefs du trésor. Le démantèlement du château, à peine commencé, est arrêté, la paix d'Alès venant d'être signée.
Ayant capitulé à La Rochelle, défaits dans le Midi, les réformés se voient imposer la « paix de grâce » d'Alès le 28 juin 1629, qui leur retire le droit aux assemblées politiques et toutes leurs anciennes places de sureté.
Au lendemain de la proclamation de la paix, Rohan est contraint à l'exil. Il part alors mettre son talent militaire au service de la république de Venise, alliée de la France. Il s'installe à Venise où il écrit L'Apologie du duc de Rohan sur les derniers troubles de la France. Dans cette ville et à Padoue, il compose ses Mémoires sur les choses qui se sont passées en France, publiés après sa mort en 1644, où il se justifie longuement de ses échecs, par la division de la communauté réformée. Ces Mémoires sont des témoignages de la capacité de la noblesse française des XVIe et XVIIe siècles à s'illustrer comme mémorialistes. Leur style, leur clarté et leur perspicacité sont souvent reconnues. Les trois premiers livres, traitant des guerres civiles, ont été publiés en 1644, tandis que le quatrième, relatant les campagnes de la Valteline, n'est paru qu'en 1758. Bien que des doutes aient été émis quant à l'authenticité de ce dernier, ils semblent infondés.
Henri de Rohan a également publié Le Parfait Capitaine, un ouvrage sur l'histoire et l'art de la guerre, en 1631, réédité en 1637 et 1693. Ce livre analyse les campagnes de Jules César et leur application à la guerre moderne, incluant des annexes sur les méthodes de combat des phalangites et des légionnaires, ainsi que sur l'art de la guerre en général. Il rassemble ses discours et divers traités, dont De l'intérêt des princes et états de la chrétienté, publié en 1634, et Le parfait capitaine, en 1638, qui sont considérés comme d'excellentes contributions à la littérature politique du XVIIe siècle.
Par lettre, Louis XIII lui demande d'être son ambassadeur extraordinaire dans les Grisons en Suisse afin d'en éloigner l'empire d'Autriche qui occupe la Valteline. Après un aller-retour à Venise, il déploie une activité de cartographe pour la Suisse, l'Alsace, la Bourgogne et le Milanais. Rentré en grâce en 1634, il prend en 1635 le commandement des troupes royales en Valteline, province de l'Italie du Nord, pour couper aux troupes du Roi d'Espagne l'entrée du Milanais. En 1635, il reçoit le commandement d'une armée de 15 000 hommes pour chasser les Autrichiens de Suisse en commençant par forcer le duc de Lorraine à évacuer l'Alsace. Par une manœuvre habile, il défait les troupes impériales à Cassiano. En un temps où les armées françaises se faisaient battre, il apportait un succès qui, pressentait-il, ne devait pas forcément plaire à Richelieu. D'abord victorieux, Rohan est laissé sans renforts et sans ordres précis dans les montagnes de l'est de la Suisse. Après avoir sans succès instruit Richelieu de ses difficultés, suspecté d'être responsable de l'échec des troupes françaises en Valteline, il est prié de reprendre le chemin de l'exil.
C'est pourquoi, prétextant sa santé, il s'arrête à Genève et reçoit finalement l'ordre de retourner à Venise. Il accepte en janvier 1638, la proposition du Bernard de Saxe-Weimar, allié de la France, de reprendre les armes contre l'Allemagne, qui lui confia un commandement alors qu'il était attaqué devant Rheinfeld; il y est blessé, le 28 février 1638, par les Impériaux. Il meurt des suites de ses blessures le 16 avril 1638. Sur sa tombe à Genève est inscrit : « Passant, ne cherche pas ici le récit en détail des hauts faits d'Henry de Rohan; ils subsistent glorieusement et pour toujours dans la mémoire des hommes ».
Pour capitale de son duché, il prit Pontivy et le château des XVe et XVIe siècles appelé, depuis, château des Rohan. Il y fit venir des tisserands de Navarre. Il fit aussi construire en 1622 ou 1623 le nouveau château des Salles de Rohan en forêt de Quénécan, à la limite de Sainte-Brigitte et Perret.

## Alliance et descendance
Henri de Rohan a épousé en 1605 à Ablon-sur-Seine Marguerite de Béthune (1595-1660), fille de Maximilien de Béthune, marquis de Rosny, futur grand Sully, premier duc de ce nom et ministre de Henri IV. Il est le beau-frère de Maximilien de Béthune qui fut Surintendant des fortifications et Grand maître de l'artillerie de France.
Sa fille unique Marguerite, épousera en 1645 Henri Chabot (1616-1655) seigneur Saint-Aulaye, gentilhomme catholique du Poitou (fils de Charles Chabot et d'Henriette de Lur, et petit-fils de Léonor Chabot, seigneur de Saint-Gelais et de Saint-Aulaye), qui fut titré duc de Rohan en 1648 et autorisée à substituer à son nom celui de Rohan-Chabot,.
Les prétendants de Marguerite furent nombreux, convoitant l'héritière et le riche domaine. Elle fit un mariage d'inclination, arrêtant son choix sur Henri de Chabot, seigneur de Jarnac et d'Apremont, professant la religion catholique. Elle trouva en cette circonstance un appui auprès de sa tante, Anne de Rohan. Le roi permit cette union (1645) à la condition que les enfants soient élevés dans la religion catholique.
La succession fut cependant agitée en raison d'un fils bâtard de Marguerite, Tancrède de Rohan (1630-1649). Il était en réalité le fils du duc de Candale. À la mort de Henri II de Rohan, la duchesse de Rohan tenta de faire reconnaître Tancrède héritier. La réalité de sa naissance, connue de tous, ne permit pas cette manœuvre et Tancrède mourut au combat avant que la succession ne soit réglée.
Sur le premier duc de Rohan, Voltaire fit cet éloge :

« Avec tous les talents, le ciel l'avait fait naître ;
il agit en héros, en sage il écrivit ;
il fut même un grand homme en combattant son maître,
et plus grand encore quand il le servit »

La sœur d'Henri de Rohan, la poétesse Anne de Rohan laissa un poème qu'on trouve à la fin de la relation manuscrite de ses voyages :

« Caton n'eut en son temps nulle belle effigie,
Parce que la vertu est sujette à l'envie.
Ainsi, mon voyageur, peut-on dire de vous
Qu'où fault notre pouvoir, notre vertu commande ;
C'est d'où vient que chacun en vous voyant demande
Pourquoi n'est celui-là né pour régner sur nous ?
Si l'astre qui guida ton heureuse naissance,
Eût fait à ta vertu égale ta puissance,
Tu verrais mille rois à tes pieds abattus.
Le ciel t'a honoré de valeur non commune.
Mais de ses biens se montre avare la fortune.
Autant que le ciel est libéral de vertus »

## Armoiries
| Blason | Blasonnement : De gueules à neuf macles d'or, posées 3, 3, 3. |